# 立刻行动
立刻行動（芬蘭語：Liike Nyt）是芬蘭一個主張經濟自由主義的政黨，成立於2018年4月18日。

## 概述
立刻行動是由芬蘭民族聯合黨議員希亚利斯·哈尔基莫脫離原黨與其他七人共同組成的新政治組織，於2019年11月14日註冊為政黨。其政治立場屬於中間偏右。總部設於芬蘭首都赫爾辛基。黨員約有8,000名。

## 外部來源
- 官方网站  （芬蘭語）